# Gilead (Maine)
Gilead – miasto w Stanach Zjednoczonych, w stanie Maine, w hrabstwie Oxford.